# Boston Symphony Orchestra
La Boston Symphony Orchestra (BSO) è un'orchestra statunitense con sede a Boston. Essa è una delle cinque orchestre sinfoniche statunitensi chiamate Big Five. Fondata nel 1881, la BSO esegue la maggior parte dei suoi concerti alla Symphony Hall, erede della Boston Music Hall e l'attività estiva al Tanglewood Music Center. Il suo direttore musicale è oggi Andris Nelsons.

## Storia

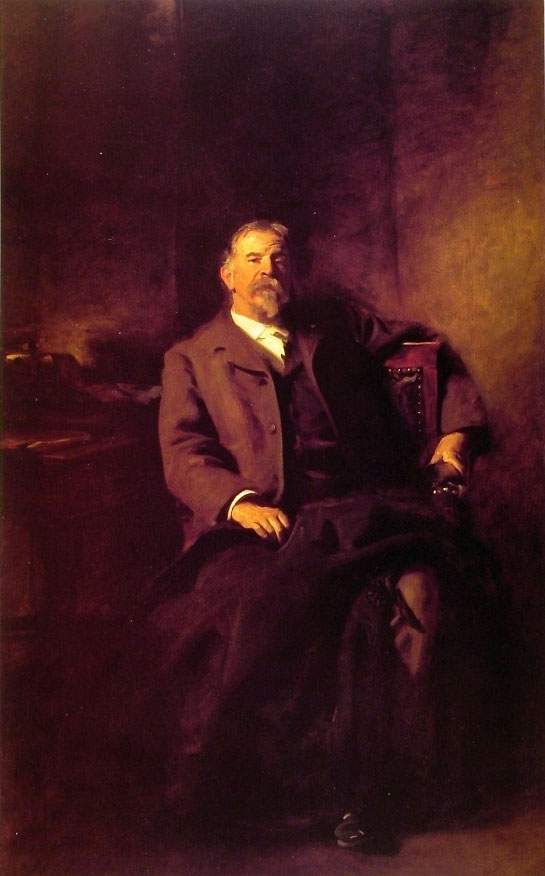
Henry Lee Higginson di John Singer Sargent, 1903

L'orchestra venne fondata nel 1881 da Henry Lee Higginson. Sin dall'inizio si avvalse di famosi direttori come Arthur Nikisch dal 1889 al 1893 e Pierre Monteux dal 1919 al 1924, il quale diede all'orchestra quella reputazione di "suono francese" che le è riconosciuto ancora oggi.
La reputazione dell'orchestra crebbe moltissimo con la direzione di Sergej Aleksandrovič Kusevickij. Nel corso della sua direzione, l'orchestra diede dei concerti trasmessi regolarmente alla radio e stabilì la sua sede estiva a Tanglewood, dove Koussevitzky fondò il Berkshire Music Center, divenuto oggi il Tanglewood Music Center. I concerti trasmessi per radio andarono dal 1926 al 1951, e ancora dal 1954 al 1956; l'orchestra, comunque, continua ancora oggi a trasmettere regolari concerti in diretta.
Koussevitzky commissionò nuovi pezzi a compositori contemporanei fra i quali si ricordano  Sinfonia No. 4 di Sergej Sergeevič Prokof'ev e la Sinfonia di Salmi di Igor' Fëdorovič Stravinskij. L'orchestra diede pure la prima esecuzione del Concerto per Orchestra di Béla Bartók, commissionato dalla Koussevitzky Foundation su richiesta di Fritz Reiner e Joseph Szigeti.
Koussevitzky diede inizio ad una tradizione, proseguita poi dai suoi successori, commissionando un nuovo pezzo a Henri Dutilleux per il 75º anniversario dell'orchestra. Successivamente, i direttori Roger Sessions e Andrzej Panufnik, commissionarono nuovi pezzi, rispettivamente per il 100º ed il 125º anniversario a Leon Kirchner, Elliott Carter e Peter Lieberson. In altre occasioni, vennero commissionati lavori a diversi altri compositori come John Corigliano  (Sinfonia No. 2) per il 100º anniversario della Symphony Hall. Il compositore Hans Werner Henze dedicò la sua Sinfonia No. 8 alla Boston Symphony Orchestra.
Nel 1949, Charles Münch succedette a Koussevitzky e decise di portare l'orchestra in tournée per la prima volta in Europa, e nel febbraio del 1954 incise il primo disco con la RCA Red Seal Records.  Munch passò la direzione, nel 1962, a Erich Leinsdorf, che la tenne per sette anni fino al 1969. Gli succedette William Steinberg dal 1969 al 1973 e quindi Seiji Ozawa che ne rimase alla guida fino al 2002. Questa fu la direzione più duratura che la Boston Orchestra abbia mai avuto nella sua storia.
Nel 2004, James Levine divenne il primo direttore statunitense di nascita della Boston Symphony Orchestra. Levine ebbe degli encomi per aver deciso subito di dare una rivitalizzazione al repertorio dell'orchestra, inserendovi pezzi di nuovi compositori.  Per consentire l'attuazione del difficile e costoso progetto musicale di Levine, l'orchestra ha stanziato un "Fondo iniziale ed artistico" di 40 milioni di dollari. Questo in aggiunta alla dotazione corrente dell'orchestra che è la più grande di alcuna altra orchestra statunitense, ammontando a 300 milioni di dollari.  Il contratto di Levine era valido fino al 2012.
Una filiazione della Boston Symphony Orchestra è la Boston Pops Orchestra, fondata nel 1885, che esegue musica popolare, pezzi di musica classica famosi, e Musical. Arthur Fiedler fu il direttore che diede il maggior sviluppo e fama alla Boston Pops, nel corso della sua lunghissima direzione andata dal 1930 al 1979.  Il compositore di colonne sonore John Williams succedette a Fiedler nel ruolo di direttore dal 1980 al 1993.  Dal 1995, il suo direttore è divenuto Keith Lockhart.
Nel 1964 venne costituita la Boston Symphony Chamber Players. Essa è oggi la sola orchestra da camera statunitense, composta dai primi strumentisti della orchestra sinfonica madre. Oltre che i regolari concerti a Boston e Tanglewood, essa ha effettuato tournée negli Stati Uniti ed in Europa.
Per le parti corali viene utilizzato il Tanglewood Festival Chorus. Fondato nel 1970, dal suo primo direttore John Oliver, esso è costituito da 250 componenti volontari. Prima della sua costituzione, vennero impiegati il New England Conservatory Chorus, il Chorus Pro Musica, l'Harvard Glee Club e la Radcliffe Choral Society.
Il virtuoso di violino Willy Hess fu il primo violino dal 1904 al 1910. Gli attuali strumentisti principali della Boston Symphony sono:
- Tamara Smirnova, primo violino
- Haldan Martinson, primo dei secondi violini
- Steven Ansell, prima viola
- Blaise Déjardin, primo violoncello
- Edwin Barker, primo contrabbasso
- Elizabeth Rowe, primo flauto
- John Ferrillo, primo oboe
- William R. Hudgins, primo clarinetto
- Richard Svoboda, primo fagotto
- James Sommerville, primo corno
- Thomas Rolfs, prima tromba
- Toby Oft, primo trombone
- Mike Roylance, tuba
- J. William Hudgins, timpani
- Jessica Zhou, prima arpa

## Direttori
- 1881-1884 George Henschel
- 1884-1889 Wilhelm Gericke
- 1889-1893 Arthur Nikisch
- 1893-1898 Emil Paur
- 1898-1906 Wilhelm Gericke
- 1906-1908 Karl Muck
- 1908-1912 Max Fiedler
- 1912-1918 Karl Muck
- 1918-1919 Henri Rabaud
- 1919-1924 Pierre Monteux
- 1924-1949 Serge Koussevitzky
- 1949-1962 Charles Münch
- 1962-1969 Erich Leinsdorf
- 1969-1972 William Steinberg
- 1973-2002 Seiji Ozawa
- 2004-2011 James Levine
- 2012-oggi Andris Nelsons

## Discografia parziale
- Bartók, Concerto for Orchestra - Leinsdorf/Boston Symphony Orchestra, 1963 RCA Victor/BMG - Grammy Award for Best Orchestral Performance 1964
- Beethoven, Piano Concerto No. 4 In G - Rubinstein/Boston Symphony Orchestra/Leinsdorf, RCA Red Seal – Grammy Award alla miglior interpretazione strumentale solista (con orchestra) 1966
- Beethoven: Piano Concerto No. 1 & Piano Sonatas Nos. 22 & 23 - Boston Symphony Orchestra/Charles Münch/Sviatoslav Richter, 2004 BMG/RCA
- Beethoven: Symphony No. 9 in D Minor, Op. 125 - Charles Münch/Boston Symphony Orchestra/David Poleri/Giorgio Tozzi/Leontyne Price/Lorna Cooke de Varon/Maureen Forrester/New England Conservatory Chorus, 1958 RCA/Sony
- Beethoven: Symphonies 1 - 9 - Erich Leinsdorf & Boston Symphony Orchestra, 1967/1969 BMG/RCA
- Beethoven: Violin Concerto - Mendelssohn: Violin Concerto - Jascha Heifetz/Boston Symphony Orchestra/Charles Münch, 1998 BMG/RCA
- Berg Ravel Stravinsky, Conc. vl./Tzigane/Conc. vl. - Perlman/Ozawa/Mehta, 1980 Deutsche Grammophon - Miglior interpretazione solista di musica classica con orchestra (Grammy) 1981
- Berlioz: Symphonie Fantastique - Charles Münch & Boston Symphony Orchestra, 1998 BMG/RCA
- Bernstein: Serenade - Barber: Violin Concerto - Foss: Three American Pieces - Itzhak Perlman/Boston Symphony Orchestra/Seiji Ozawa, 2008 EMI
- Brahms: Concerto No. 2 for Piano and Orchestra, Op. 83 & Sonata In D Major, Op. 78 - Bernard Haitink/Boston Symphony Orchestra/Emanuel Ax/Yo-Yo Ma, 1999 SONY BMG
- Brahms: Symphonies No. 4 in E Minor, Op. 98 & No. 2 in D Major, Op. 73 - Charles Münch & Boston Symphony Orchestra, 1955/1958 Sony/RCA
- Ciaikovsky, Lago dei cigni - Ozawa/BSO, Deutsche Grammophon
- Ciaikovsky, Schiaccianoci/Bella add. suite - Ozawa/BSO/San Francisco SO, 1990 Deutsche Grammophon
- Ciaikovsky Sibelius, Conc. vl. - Mullova/Ozawa/BSO, 1985 Philips
- Tchaïkovsky, Concerto No. 1 - Rubinstein/Leinsdorf/Boston Symphony Orchestra, 1963 RCA Victor - Miglior interpretazione solista di musica classica con orchestra (Grammy) 1964
- Aaron Copland Conducting His Appalachian Spring/The Tender Land - Suite - Copland/Boston Symphony Orchestra, 1960 RCA Victor – Grammy Award alla miglior composizione di musica contemporanea 1961 e Grammy Hall of Fame Award 2000
- Debussy: La Mer; Prélude à l'après midi d'un faune; Printemps; Trois Nocturnes & Ibert: Escales - Charles Münch & Boston Symphony Orchestra,  1956/1962 Sony/RCA
- Debussy Ravel Scriabin, Notturni/Daphnis/Sinf. n. 4 - Abbado/BSO, 1970 Deutsche Grammophon
- Debussy Ravel, Bolero/Afternoon Of A Faun/Rapsodie Espagnole/La Valse - Munch/Boston Symphony Orchestra, 1956 RCA Victor Red Seal – Grammy Award for Best Orchestral Performance 1960
- Fauré, Pelléas/Dolly/Pavane/Elegia - Ozawa/BSO/Eskin, Deutsche Grammophon
- Faure: Requiem - Seiji Ozawa/Jay David Saks/Boston Symphony Orchestra, 2003 BMG/RCA
- Gubaidulina: Offertorium, Hommage à T.S. Eliot - Boston Symphony Orchestra/Charles Dutoit/Gidon Kremer, 2002 Deutsche Grammophon
- Ives: Symphony No. 4 - Central Park in the Dark - Three Places in New England - Boston Symphony Orchestra & Seiji Ozawa, 1988 Deutsche Grammophon
- Holst: The Planets & Strauss: Also Sprach Zarathustra - Boston Symphony Orchestra & William Steinberg, 1971 Deutsche Grammophon
- Khachaturian, Piano Concerto - Kapell/Koussevitzky/BSO, 1946 RCA/Naxos - Grammy Hall of Fame Award 1999
- Lorraine Hunt Lieberson Sings Peter Lieberson: Neruda Songs - Lorraine Hunt Lieberson/Boston Symphony Orchestra/Levine - 2006 Nonesuch Records - Grammy Award for Best Classical Vocal Solo 2008.
- Liszt, Conc. pf. n. 1-2/Totentanz - Zimerman/Ozawa/BSO, 1987 Deutsche Grammophon
- Mahler Berg, Symphony No. 5/Wozzeck (excerpts) - Curtin/Boston Symphony Orchestra/Leinsdorf, RCA Victor - Grammy Award for Best Orchestral Performance 1965
- Mahler, Symphony No. 6 in A Minor - Leinsdorf/Boston Symphony Orchestra - Grammy Award for Best Orchestral Performance 1967
- Mendelssohn, Sogno di una notte - Ozawa/BSO/Battle/Von Stade, 1992 Deutsche Grammophon
- Mendelssohn & Prokofiev: Violin Concertos - Jascha Heifetz/Boston Symphony Orchestra/Charles Münch, 1959 Sony/RCA
- Mozart: Clarinet Concerto in A Major K. 622 & Clarinet Quintet in A Major K. 581 - Benny Goodman/Boston Symphony Orchestra/Charles Münch, 1997 Sony/RCA
- Mozart: Symphonie No. 41 in C-Dur, K. 551 - Schubert: Symphonie No. 8 in H-moll, D. 759 - Boston Symphony Orchestra & Eugen Jochum, 2002 Deutsche Grammophon
- Orff: Carmina Burana - Seiji Ozawa & Boston Symphony Orchestra, 1969 BMG/RCA
- Poulenc: Gloria - Organ Concerto - Concert Champêtere - Boston Symphony Orchestra/Everett Firth/Kathleen Battle/Seiji Ozawa/Simon Preston/Tanglewood Festival Chorus/Trevor Pinnock, 1995 Deutsche Grammophon
- Poulenc & Milhaud: Concerto in D Minor for 2 Pianos, Scaramouche - Boston Symphony Orchestra/Katia Labèque/Marielle Labèque/Seiji Ozawa, 1991 Philips
- Previn Bernstein, Violin Concerto/Serenade - Mutter/Boston Symphony Orchestra/London Symphony Orchestra, 2003 Deutsche Grammophon - Miglior interpretazione solista di musica classica con orchestra (Grammy) 2005
- Prokofiev: Romeo & Juliet, op. 64 - Boston Symphony Orchestra & Seiji Ozawa, 1987 Deutsche Grammophon
- Rachmaninov, Conc. pf. n. 1, 2 - Zimerman/Ozawa/BSO, 1997/2000 Deutsche Grammophon
- Ravel, Bolero/Alborada/Valse/Rapsodie - Ozawa/BSO, Deutsche Grammophon
- Ravel, Bolero/Pavane/Rapsodie espagnole/La valse - Ozawa/BSO, 1974/1975 Deutsche Grammophon
- Ravel, Bolero/Rapsodie espagnole - Ozawa/BSO, 1974/1975 Deutsche Grammophon
- Ravel, Daphnis Et Chloe - Munch/Boston Symphony Orchestra, 1955 RCA Victor Red Seal – Grammy Award for Best Orchestral Performance 1962
- Ravel, Daphnis Et Chloé - Boston Symphony Orchestra/Tanglewood Festival Chorus/Levine, 2008 Boston Symphony Orchestra – Grammy Award for Best Orchestral Performance 2010
- Respighi, Pini/Feste romane/Fontane - Ozawa/BSO, Deutsche Grammophon
- Respighi: Antiche danze ed arie - Boston Symphony Orchestra & Seiji Ozawa, 1979 Deutsche Grammophon
- Shostakovich: Violin Concerto No. 2 - Schumann: Cello Concerto in A Minor - Boston Symphony Orchestra/Gidon Kremer/Seiji Ozawa, 1994 Deutsche Grammophon
- Shostakovich, Sinf. n. 5, 8 e 9/Amleto (Musiche di scena) - Nelsons/BSO, 2016 Deutsche Grammophon - Grammy Award for Best Orchestral Performance 2017
- Shostakovich, Sinf. n. 10/Passacaglia da Lady Macbeth - Nelsons/BSO, 2015 Deutsche Grammophon - Grammy Award for Best Orchestral Performance 2016
- Sibelius, Sinf. n. 1-7/Poemi sinf./Conc. per vl. - Davis/BSO/Accardo/LSO, 1975/1979 Decca
- Sibelius & Tchaikovsky: Violin Concertos - Boston Symphony Orchestra/Seiji Ozawa/Viktoria Mullova, 1986 Philips
- Smetana, Mia patria - Kubelik/BSO, Deutsche Grammophon
- Strauss, R.: Elektra - Boston Symphony Orchestra/Hildegard Behrens/Seiji Ozawa, 1989 Decca
- Stravinsky, Le Sacre Du Printemps - Pierre Monteux/BSO, 1957 - Grammy Hall of Fame Award 1993
- Takemitsu: A Flock Descends into the Pentagonal Garden - Boston Symphony Orchestra & Seiji Ozawa, 1980 Deutsche Grammophon
- Tchaikovsky: Ballet Suites - Boston Symphony Orchestra & Seiji Ozawa, 2004 Deutsche Grammophon
- Tchaikovsky: Swan Lake, Op. 20 - Boston Symphony Orchestra & Seiji Ozawa, 1979 Deutsche Grammophon
- Tchaikovsky: Pique Dame - the Queen of Spades - Seiji Ozawa & Boston Symphony Orchestra, 1992 BMG/RCA
- Tchaikovsky & Sibelius: Violin Concertos - Itzhak Perlman/Boston Symphony Orchestra/Erich Leinsdorf, 2004 BMG/RCA
- Wagner: Lohengrin - Erich Leinsdorf/Boston Symphony Orchestra/Boston Chorus Pro Musica, 1966 BMG/RCA
- The American Album, Bernstein Barber Foss - Boston Symphony Orchestra/Perlman/Ozawa, 1995 EMI - Miglior interpretazione solista di musica classica con orchestra (Grammy) 1996
- Leontyne Price, Strauss, R, Salome: Dance Of The Seven Veils/Interlude And Final Scene - The Egyptian Helen: Awakening Scene - Leontyne Price/Leinsdorf/Boston Symphony Orchestra, 1965 RCA Victor/Sony - Grammy Award for Best Classical Vocal Solo 1966